# 1730 Marceline
Az 1730 Marceline (ideiglenes jelöléssel 1936 UA) a Naprendszer kisbolygóövében található aszteroida. Marguerite Laugier fedezte fel 1936. október 17-én, Nizzában.